# Laç
För andra betydelser, se Laç (olika betydelser).

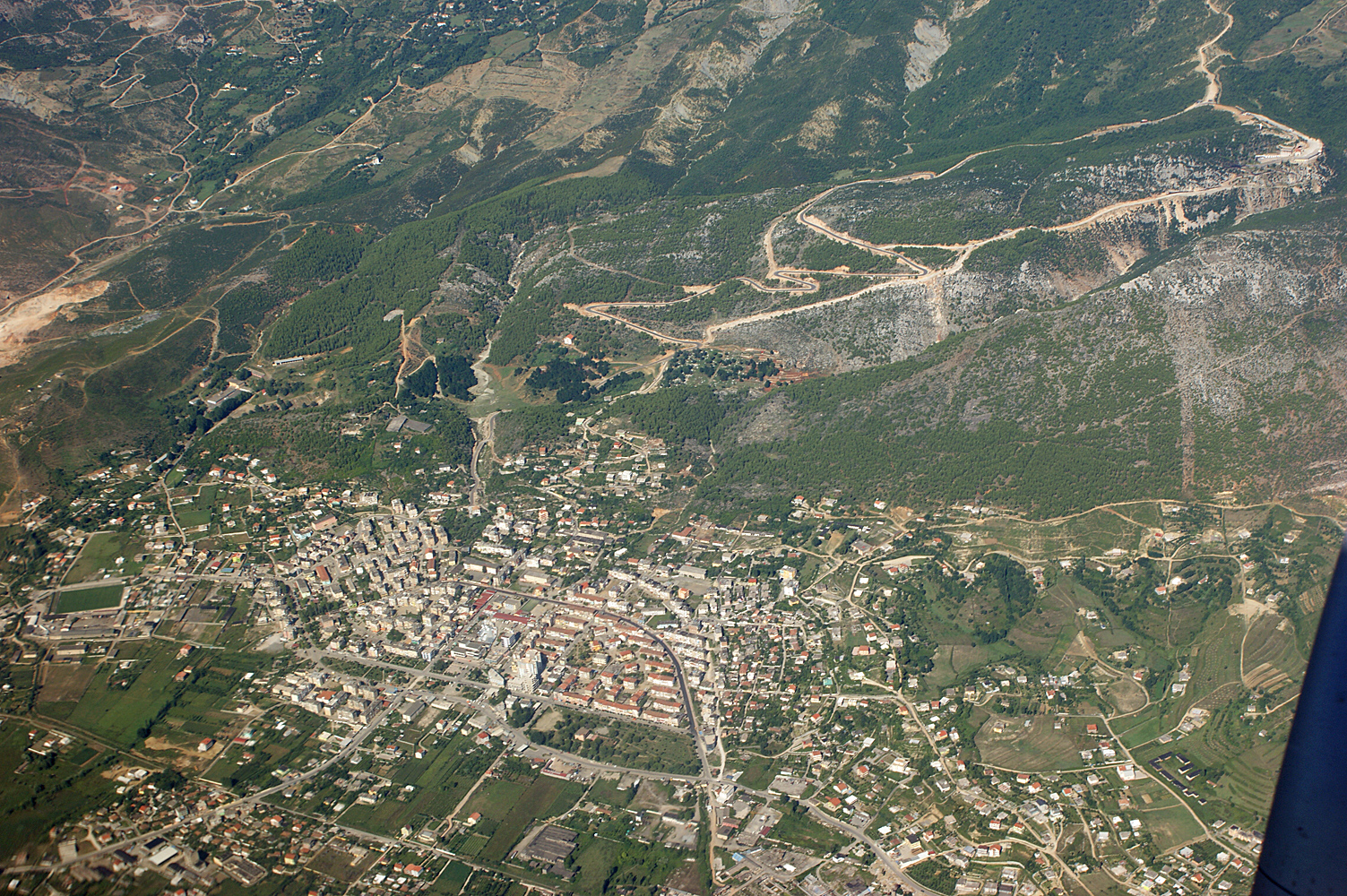
Flygfoto över Laç.

Laç (albanska: Laç med böjningsformen Laçi) är en stad i nordvästra Albanien och är centralort i Kurbin distrikt. Staden har 17 000 invånare (2011). 